# گویش نامعیار
گویش نامعیار یا گویش محاوره‌ای یک گویش یا گونه است که بر خلاف گویش معیار در طول تاریخ از حمایت یا تحریم سازمانی برخوردار نبوده‌است. گویش نامعیار همانند هر گویش دیگری دارای دستور زبان و دایره واژگان ویژه خود و چندین لهجه، سبک و گونه است.